# Денисюк Борис Іванович
Денисюк Борис Іванович (3 вересня 1921 — 12 січня 2010) — український хірург, суспільний діяч, заслужений лікар УРСР.

## Біографія
Борис Іванович народився у селі Верхнячка, Христинівського району, Черкаської області. Навчався у школі в м. Звенигородка, після закінчення якої вступив до Саратовського медичного інституту в 1938 році. Він навчався у таких відомих вчителів як професор Микола Краузе, професор Сергій Спасокукоцький, який навчав Денисюка Бориса Івановича госпітальної хірургії.[джерело?]
Медичний інститут закінчив екстерном і в 1942 році пішов на фронт. Під час бойових дій Денисюк Борис Іванович отримав декілька контузій та поранень, але це йому не завадило надавати високо кваліфіковану медичну допомогу. Капітаном медичної служби, венним лікарем 3 рангу пройшов Другу світову війну з 1942 по 1945 рік. У 1945 році отримав поранення під Кенігсбергом та був демобілізований до Києва.[джерело?]
У післявоєнний час у 1945-1946 роках працював провідним хірургом Головного військового клінічного госпиталю у Києві. У 1947-1951 роках працював головним лікарем районної лікарні у селищі міського типу Віньківці, центру Віньківецького району, Хмельницької області.[джерело?]
У 1951 році Денисенко став головним лікарем недобудованої Макарівської районної лікарні у селищі міського типу Макарові. Лікарню було побудовано восени 1953 року. Надалі працював головним лікарем Васильківської районної лікарні.
У 1962 році очолив Київську обласну клінічну лікарню, якою керував майже з 1962 по 1982 рік.
Мав дочку Наталію.

## Нагороди
- медаль «За бойові заслуги» (1943)[4]
- Орден Червоної Зірки (1944)[5]
- Орден Вітчизняної війни І ступеня та II ступенів
- медаль «За оборону Кавказу» (1944)[6]

## Пам'ять
У 2018 році прийнято рішення встановити меморіальну дошку Борису Денисюку на фасаді будівлі Київської обласної клінічної лікарні на вулиці Багговутівській, 1 у місті Києві.